# Avance Logic
Avance Logic, Inc. war ein US-amerikanischer Hardwarehersteller, der im Jahr 1991 in Fremont, Kalifornien gegründet wurde und seinen Firmensitz zuletzt in San José, Kalifornien hatte. Avance Logic konzentrierte sich besonders auf die Entwicklung kostengünstiger hochintegrierter elektronischer Bauteile für OEM-Hersteller und war in den Bereichen 2D-Grafik und Audio aktiv. Mitte der 1990er entwickelte man auch einen 3D-Beschleuniger, der allerdings keine große Verbreitung erreichte.
Bereits 1995 wurde Avance Logic von Realtek übernommen und war bis Ende 2002 eine eigenständige Tochterfirma. Ende 2002 wurde die Firma dann komplett in Realtek integriert und besteht seit dem nicht mehr. Die Audiolösungen von Realtek basieren auf der Technologie von Avance Logic, was unter anderem auch an den Namenspräfixen „ALG“ (Avance Logic Graphics) und „ALS“ (Avance Logic Sound) erkennbar ist.

## Produkte

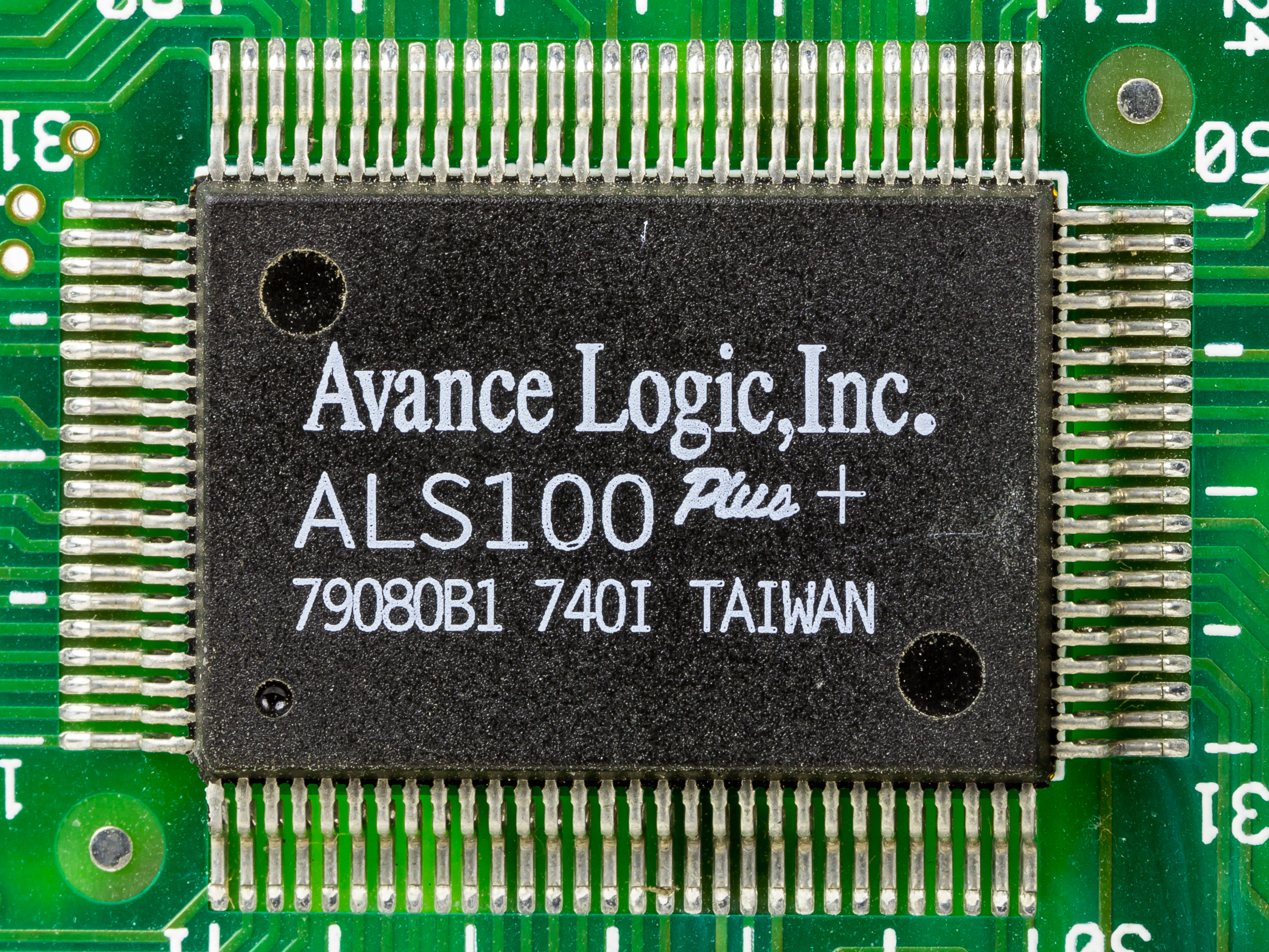
ALS 100 Audiochip

Eine PCI-Karte mit ALG-2301-Grafikchip

Das Produktsortiment von Avance Logic bestand aus folgenden Produkten:
Grafikchips:
- ALG 1300
- ALG 1301 (mit integriertem MPEG-Dekoder)
- ALG 2032
- ALG 2064
- ALG 2101
- ALG 2228
- ALG 2301
- ALG 2302 (mit integriertem MPEG-Dekoder)
- ALG 2564 (mit integriertem MPEG-Dekoder)
- ALG 25128 (mit integriertem MPEG-Dekoder)

3D-Beschleuniger:
- ALG 27000

Audiolösungen:
- ALS 007
- ALS 100
- ALS 200
- ALS 4000